# Bartolomé de los Ríos y Alarcón

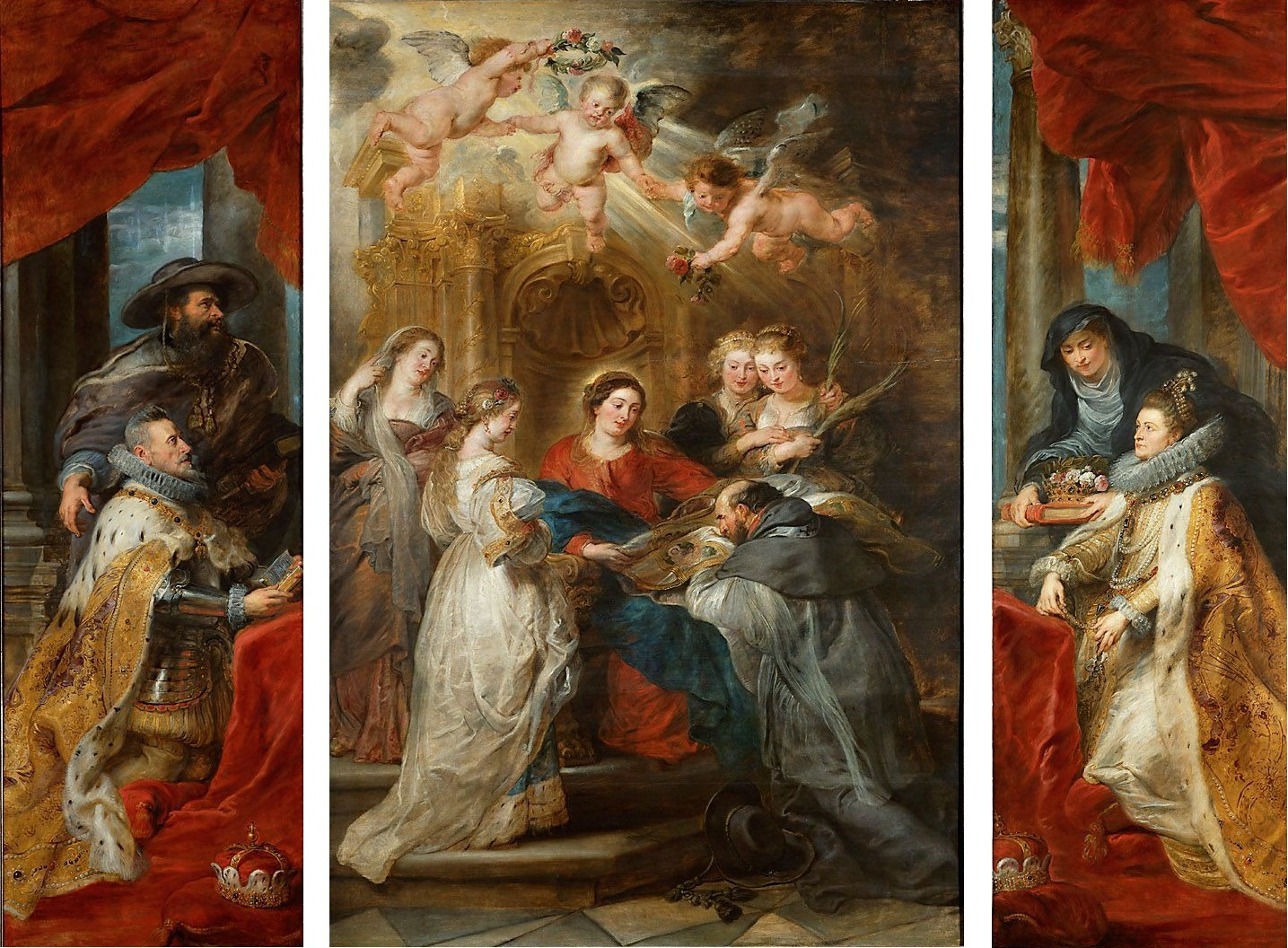
La Virgen y San Ildefonso rodeados de los archiduques Alberto e Isabel, gobernadores de los Países Bajos españoles (Rubens)

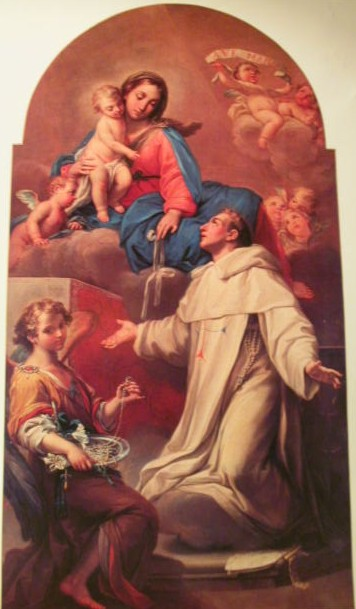
Santo Simón de Rojas

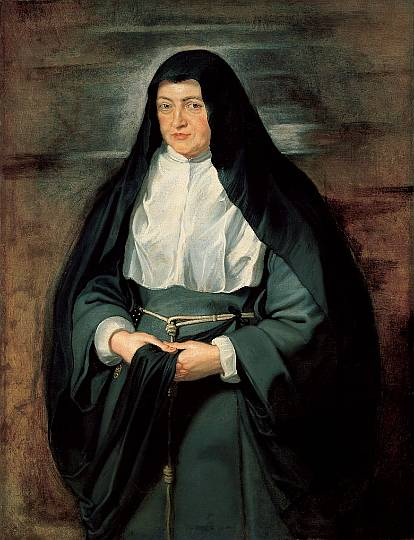
La infanta Isabel Clara Eugenia con el hábito de Santa Clara (Rubens)

Bartolomé de los Ríos y Alarcón (Madrid, 1580-ibídem, 1652) fue un religioso agustino español que introdujo y propagó en los Países Bajos meridionales por sus actividades y escritos la esclavitud de María, una espiritualidad iniciada en España bajo el impulso del trinitario Simón de Rojas, poniendo así los fundamentos de la mariología moderna.

## Biografía
Profesó en su villa natal, en el convento agustino de San Felipe el Real, el 23 de noviembre de 1598. Estudió después filosofía en Burgos de 1598 a 1601, y luego teología en Alcalá de Henares de 1601 a 1605, antes de enseñar a su vuelta esta disciplina de 1606 a 1618. Un año más tarde fue a Madrid, donde se encargó de recoger las informaciones del proceso de beatificación del agustino Alonso de Orozco. Este mismo año de 1619, su amigo Simón de Rojas, de la orden de los trinitarios, le sugiere instaurar en los Países Bajos meridionales, amenazados por el protestantismo, la devoción de la esclavitud de María y el culto del Santo Nombre de María, del cual él mismo acababa de establecer la congregación en España, seis años más tarde. Con el permiso del superior general, librado el 14 de junio de 1619, pasó de la provincia de Castilla a la de Bélgica de los agustinos, que comprendía el norte de Francia, la Bélgica actual, una parte de Holanda y una franja de Alemania. Allí residió entre 1620 et 1647, época durante la cual propagó la esclavitud de María en sus predicaciones y escritos. 
Llegó en 1622 a Bruselas como miembro de la Congregación de los Esclavos del Dulcísimo Nombre de María. En 1624 se doctoró en Teología por la universidad de Douai y se encuentra como predicador ordinario de Felipe IV de España. Enseña en la universidad y toma el cargo de predicador y consejero de la infanta Isabel Clara Eugenia de España, gobernadora de los Países Bajos hasta 1633, y luego del Cardenal-infante Fernando, gobernador hasta 1641. Fiel a la promesa hecha a Simón de Rojas, con quien mantiene correspondencia, se puso a redactar en español diversos opúsculos anónimos sobre la esclavitud mariana, que fueron de inmediato traducidos a diversas lenguas, en Flandes, Francia y Alemania. Desde 1625, Bartolomé funda la primera congregación del Ave María, en el convento de agustinos de Bruselas, y con la aprobación del provincial Cornelius De Corte, publica en 1632 una guía más completa para los uso de la asociación, que comprende, junto una historia de la devoción, la presentación de los deberes, prácticas, oraciones e indulgencias propias. En 1635 se convirtió en definidor de su orden en Colonia. Murió en Madrid.
Sus trabajos principales fueron, en 1634, una importante versión latina de los opúsculos marianos del agustino titulada Mariae creaturum Dominae mancipium, realizada en Colonia por los jesuitas para su congregación. En 1637, Los Ríos publicó una compilación de sus pequeños manuales dedicada al Cardenal-infante bajo el título de Phoenix Thenensis porque en ella retoma el fin, las reglas, y las prácticas de piedad de la congregación del Ave María, de la cual acababa de establecer una filial en Tirlemont, justo al final de la guerra contra los Países Bajos, cuando numerosas imágenes de la Virgen habían sido profanadas. Contiene poemas latinos de Franciscus van den Enden, del agustino Nicasius Baxius (1581-1640), de Emmanuel Rodríguez y de Petrus Carpentier.
Pero es 1641 cuando sale, impresa en Amberes por Moretus, su obra maestra: De hierarchia mariana, en la cual la reflexión teológica sobrepasa el estado de la devoción para elevarse al nivel de una mariología estructurada. Este tratado responde a la demanda expresa de la infanta Isabel y de su sobrina, la infanta Margarita de la Cruz (hija del emperador Maximiliano II de Habsburgo), convertidas las dos en monjas clarisas y ambas fallecidas en 1633.

## Obras
- El Esclavo de Maria - Los Siete Ejercicios de los Esclavos - La Corona de las doce estrellas : traducciones al francés (Lyon, 1624; Saint-Omer, 1626; Arras, 1628) y al latín (Colonia, 1634)
- La guide des esclaves de l'Ave Maria (Bruxelles, 1632)
- Phoenix Thenensis (Anvers, 1637)
- De Hierarchia Mariana libri sex, in quibus imperium, virtus et nomen beatissimae Virginis Mariae delaratur et manicipiorum ejus dignitas ostenditur (Anvers, B. Moretus, 1641)
- Panegirico funeral de Juan Carlos de Guzman (Bruxelles, 1641)
- Christus Dominus in cathedra crucis docens et patiens, sive de septem verbis a Christo Domino in cruce probatis tractatus septem (Bruxelles, 1645)
- Vita coccinea sive Commentarium super Evangelia Passionis et Resurrectionis Christi Domini (Anvers, 1646)
- Horizon Marianus sive de excellentia et virtutibus B. Mariae Virginis (Anvers, 1647)
- De vita Christi (inédito)
- De mysteriis Passionis Christi et venerabilis Eucharistiae sacramento (inédito)
- De mysteriis B. Virginis Mariae ab Ecclesia solutis (inédito)
- Opuscula varia de diversis materiis (inédito)
- Conciones quadragesimales adventiales et dominicales totius anni (inédito)
- Conciones de sanctis et de Religionum patronis (inédito)
- Politica catholica de diversarum nationum regimine (inédito)
- Panegyrici festivi et funèbres (inédito)
- De profundissimis mysteriis fidei catholicae (inédito)